# Хокинсон (Вашингтон)
Хокинсон (енгл. Hockinson) насељено је место без административног статуса у америчкој савезној држави Вашингтон.

## Демографија
По попису из 2010. године број становника је 4.771, што је 365 (-7,1%) становника мање него 2000. године.
| Група             | 2000.         | 2010.         |
| Белци             | 4.890 (95,2%) | 4.407 (92,4%) |
| Афроамериканци    | 15 (0,3%)     | 20 (0,4%)     |
| Азијати           | 33 (0,6%)     | 55 (1,2%)     |
| Хиспаноамериканци | 83 (1,6%)     | 165 (3,5%)    |
| Укупно            | 5.136         | 4.771         |